# ريتشارد كلارك (قسيس)
ريتشارد كلارك (بالإنجليزية: Richard Clarke)‏ (و. 1949  م) هو قسيس أيرلندي، ولد في دبلن.

## التعليم
تعلم في كلية الثالوث في دبلن، وتعلم في كلية الملك في لندن
.